# Eugène Buhan
Pour les articles homonymes, voir Buhan.
Eugène Buhan est un homme politique français né le 29 décembre 1854 à Bordeaux (Gironde) et décédé le 7 août 1936 à Bordeaux.

## Biographie
Docteur en droit, Eugène Buhan dirige une maison de commerce de vins. Membre du conseil supérieur des colonies, il est président de la fédération des syndicats du commerce du vin de 1913 à 1929. Il fonde en 1921 l'union de la propriété et du commerce du vin de Bordeaux, qu'il préside jusqu'en 1926.
Maire de Gradignan de 1886 à 1904, il est sénateur de la Gironde de 1920 à 1933 et siège au groupe de l'Union républicaine. Il intervient sur de nombreux textes, notamment sur les colonies et le commerce du vin.